# 白熊寛嗣
白熊 寛嗣（しろくま ひろし、1979年8月4日 - ）は、日本の男性声優。神奈川県横浜市出身。ぷろだくしょんバオバブ所属。

## 人物
15歳、16歳の頃にゲーム『EVE burst error』に付いていた声優の特典映像を再生した時に「キャラクターじゃなくて人が喋っているんだ。それはそうだよね」と気付いて「俺もこれをやりたい」と思ったという。
声優としては、アニメ、外画吹き替えなどで活躍。
特技はゲームを極めること、歌、ドラム。
富田耕生を師と仰いでおり、役を引き継いでもいる。
若くして他界した父親から大きな影響を受けている。また母の日に決まった贈り物をしたり姉・妹に尽くしたりなど、家族を大切にしている。
動物好きで、犬を飼っている。

## 出演
太字はメインキャラクター。

### テレビアニメ
2003年
- 無限戦記ポトリス（トルーパーC、トルーパーE、トルーパー、子供ポトリスC）

2004年
- アズサ、お手伝いします!（審判）
- GANTZ（東郷十三、池俊一、仏像、岩城）
- KURAU Phantom Memory（所員 他）
- クレヨンしんちゃん（2004年 - 2024年、テレビA、CMの男、男性D、整理の係、現場監督 他）
- サムライチャンプルー（子分 他）
- 蒼穹のファフナー Dead Aggressor（作業員 他）
- To Heart 〜Remember my Memories〜
- 鋼の錬金術師（兵A）
- 爆裂天使（チーマー）
- 風人物語（患者B）

2005年
- ガラスの仮面（記者）
- ギャラリーフェイク
- 交響詩篇エウレカセブン（KLFパイロット）
- 地獄少女（ウェイター）
- しましまとらのしまじろう（おじさん）
- BLOOD+（カキモト）
- MÄR-メルヘヴン-（ジェネラル）
- 雪の女王（男）

2006年
- ARIA The NATURAL（職人1）
- うたわれるもの（ムント、エムロ、ホウキ、カトゥマウ 他）
- 桜蘭高校ホスト部（鳳家プライベートポリスA）
- 史上最強の弟子ケンイチ（手下）
- ちょこッとSister（兄貴分）
- NARUTO -ナルト-（土岐）
- 西の善き魔女 Astraea Testament（侍従）
- パンプキン・シザーズ（オヤジ）
- 武装錬金（太〈タイ〉）
- MAJOR（2006年 - 2007年、長淵、丸山智、井沢監督） - 2シリーズ
- 夢使い（課長）
- RAY THE ANIMATION（大石医師 他）

2007年
- 恋する天使アンジェリーク〜かがやきの明日〜（男）
- 古代王者 恐竜キング Dキッズ・アドベンチャー（2007年 - 2008年、オーエン博士、長老、スルタン） - 2シリーズ
- スカルマン（副官、デスク、刑事 他）
- DARKER THAN BLACK -黒の契約者-（立ち呑み屋店主、店長）
- BACCANO!（署長）
- ハヤテのごとく!（兄貴、ガイコツ）
- MOONLIGHT MILE（ロバート、スチュワート、トム、管制官B） - 2シリーズ
- 流星のロックマン（リブラ）
- ロビーとケロビー（アインケン博士）

2008年
- あたしンち（2008年 - 2009年、TVの声C、ヤドくるみ、店員、駅員、芸人）
- ゴルゴ13（グレン）
- しゅごキャラ!（料理長）
- 全力ウサギ（タンゴ）
- true tears（体育教師）
- ドルアーガの塔 シリーズ（2008年 - 2009年、メガネ、メガネB） - 2シリーズ
- 二十面相の娘（川田警部、手下C、津矢高志、重役）
- はたらキッズ マイハム組（検事ハム）
- バトルスピリッツ 少年突破バシン（警備員、青果店店主）
- ポルフィの長い旅（ルイージ）

2009年
- グイン・サーガ（式典係、ダボ、ボーラン）
- 黒神 The Animation（グスタフ元帥）
- ご姉弟物語（2009年 - 2010年、サラリーマン、ニュースキャスター、衛生局職員A）
- スティッチ! 〜ずっと最高のトモダチ〜（ロボット、店員）
- 聖剣の刀鍛冶（鍛冶屋）
- 空を見上げる少女の瞳に映る世界（パルカ）
- ドラえもん（テレビ朝日版第2期）（2009年 - 2025年、店主、店員、スネ夫のおじさん、コーチ、マイク 他）
- PandoraHearts（ダグ）
- 東のエデン（近藤勇誠）
- BLEACH（2009年 - 2011年、チーノン・ポウ、上官）
- ミチコとハッチン（無線）
- 遊☆戯☆王5D's（巨体男）

2010年
- あそびにいくヨ!（不審船 船長、DIAエージェント、テレビの声、侵入者）
- SDガンダム三国伝 Brave Battle Warriors（張角パラスアテネ、田豊ガルスJ）
- おおきく振りかぶって 〜夏の大会編〜（巣山の父）
- 閃光のナイトレイド
- 伝説の勇者の伝説（Mage Knight〈Hiroshi Shirokuma名義〉、貴族）
- NARUTO -ナルト- 疾風伝（2010年 - 2012年、セキエイ、岩造、栗霞串丸）
- バトルスピリッツ 少年激覇ダン（ドクター・フランカー）
- バトルスピリッツ ブレイヴ（2010年 - 2011年、ジェレイド）
- 名探偵コナン（2010年 - 2024年、八木沼、田辺博、和田竜実、江本工次、熊谷一樹 他）
- リタとナントカ（パパ）

2011年
- 機動戦士ガンダムAGE（2011年 - 2012年、ムクレド・マッドーナ、アローン・シモンズ）
- TIGER & BUNNY（ステルスソルジャー、クロノスフーズCEO）
- 夏目友人帳 参（黒い大きな妖怪）
- 忍たま乱太郎（2011年 - 2023年、ドクタケ忍者、高坂陣内左衛門〈3代目〉、ドす部下、光鬼〈2代目〉、兵士）
- FAIRY TAIL（2011年 - 2019年、グラン・ドマ、アズマ、ジャンリュック、若いウォーロッド、ウォーロッド・シーケン 他） - 3シリーズ
- 魔乳秘剣帖（桜花の父）

2012年
- カードファイト!! ヴァンガード アジアサーキット編（テレンス・ラウ）
- サザエさん（2012年 - 2014年、易者B）
- テルマエ・ロマエ（レピドゥス執政官、ローマ人2、使者、百人隊長）
- マギ（旅商人）

2013年
- キルラキル（北条）
- ビーストサーガ（フリーズベア）
- ファイ・ブレイン 神のパズル（ドクトル・テオレム）
- まおゆう魔王勇者（南氷将軍）
- ムシブギョー（老中）
- ログ・ホライズン（2013年 - 2021年、ウッドストック＝W） - 3シリーズ

2014年
- ディスク・ウォーズ:アベンジャーズ（ロナン・ザ・アキューザー）
- 魔法戦争（おやっさん）
- 遊☆戯☆王ARC-V（暗国寺ゲン）
- 最強銀河 究極ゼロ 〜バトルスピリッツ〜（プラトーネ）

2015年
- オーバーロード（2015年 - 2022年、ガゼフ・ストロノーフ） - 4シリーズ
- 終わりのセラフ 名古屋決戦編（貴族）
- 銀魂゜（攘夷志士A、藤林鎧門）
- ローリング☆ガールズ（半ちゃん）
- 六花の勇者（国王）

2016年
- 機動戦士ガンダムUC RE:0096（士官、上官）
- アイカツスターズ!（ジャン監督）
- 暗殺教室（司令官）
- 一人之下 the outcast（2016年 - 2018年、風正豪） - 2シリーズ
- 文豪ストレイドッグス（2016年 - 2023年、箕浦刑事） - 3シリーズ
- マギ シンドバッドの冒険（ダライアス）

2017年
- 神撃のバハムート VIRGIN SOUL（漆黒兵隊長）
- 将国のアルタイル（ラフモノフ）
- いぬやしき（木村、刑事）

2018年
- 伊藤潤二『コレクション』（沼田の義弟）
- ジョジョの奇妙な冒険 黄金の風（男X）

2019年
- グリムノーツ The Animation（ゴリアテ、サンチョ、ジョン・シルバー、カオス・ジョン・シルバー 他）
- BAKUMATSUクライシス（一休宗純）
- キャロル&チューズデイ（OGブルドッグ）
- ラディアン（2019年 - 2020年、ブランゴワール卿）
- ヴィンランド・サガ（アンの父親）
- PSYCHO-PASS サイコパス 3（薬師寺・ヘラクレス・康介）

2020年
- 妖怪学園Y 〜Nとの遭遇〜（2020年 - 2021年、謎の宇宙人、三又義正親、マゼラ、マゼラタイタン、マゼラボルト）
- ONE PIECE（2020年 - 2023年、オニ丸 / 牛鬼丸、ひつギスカン）
- メジャーセカンド（米山コーチ）
- BORUTO-ボルト- NARUTO NEXT GENERATIONS（谷の国の大名）
- 半妖の夜叉姫（2020年 - 2021年、饕餮）

2021年
- BEASTARS（カミツキ亀、リズ）
- トロピカル〜ジュ!プリキュア（2021年 - 2022年、チョンギーレ）
- すばらしきこのせかい The Animation（キタニジ / 北虹寵）
- ピーチボーイリバーサイド（爬人族長）
- 迷宮ブラックカンパニー（ラーバン）
- キングダム（2021年 - 2024年、岳雷） - 3シリーズ
- Deep Insanity THE LOST CHILD（アイスマン）
- ルパン三世 PART6（殺し屋②）

2022年
- ありふれた職業で世界最強 2nd season（ランズィ・フォウワード・ゼンゲン）
- このヒーラー、めんどくさい（オオムネクマ）
- おしりたんてい（バンギンジ）
- リコリス・リコイル（阿部）
- うたわれるもの 二人の白皇（イラワジ、ムント）

2023年
- SPY×FAMILY（グリーン）
- 鴨乃橋ロンの禁断推理（夫客）
- 川越ボーイズ・シング（茨戸一男）

2024年
- 勇気爆発バーンブレイバーン（司令官、イサオ・カワダ、護衛艦まや艦長）
- 七つの大罪 黙示録の四騎士（ドロナック）
- わんだふるぷりきゅあ!（2024年 - 2025年、犬飼剛）
- 烏は主を選ばない（路近）
- 狼と香辛料 MERCHANT MEETS THE WISE WOLF（御者）
- ばいばい、アース（2024年 - 2025年、トム＝コリンズ） - 2シリーズ
- 戦国妖狐 千魔混沌編（邪貴）

2025年
- 青の祓魔師 終夜篇（藤堂和郎）
- 俺だけレベルアップな件 Season 2 -Arise from the Shadow-（男）
- 鬼人幻燈抄（同化の鬼）
- 機動戦士Gundam GQuuuuuuX（フラナガン） - 2025年に劇場先行版が公開
- 戦隊大失格（我藤嶺）
- ウィッチウォッチ（泥棒男）
- New PANTY & STOCKING with GARTERBELT（パンティ）

### 劇場アニメ
2005年
- 劇場版ツバサ・クロニクル 鳥カゴの国の姫君

2006年
- 真救世主伝説 北斗の拳 ラオウ伝 殉愛の章（部下）

2007年
- ストレンヂア 無皇刃譚（武士）

2009年
- 天上人とアクト人最後の戦い（パルカ）

2010年
- 超電影版SDガンダム三国伝 〜Brave Battle Warriors〜（董卓軍兵士）

2012年
- 劇場版 FAIRY TAIL 鳳凰の巫女（グラン・ドマ）

2014年
- 劇場版 TIGER & BUNNY -The Rising-（ステルスソルジャー）

2015年
- UFO学園の秘密（ヤギ型宇宙人）

2018年
- 宇宙の法—黎明編—（ヤギ型宇宙人）

2019年
- ルパン三世 THE FIRST（黒服）

2021年
- 宇宙の法-エローヒム編-（ヤギ型宇宙人）

2022年
- 機動戦士ガンダム ククルス・ドアンの島（エルラン）

2023年
- 劇場版 PSYCHO-PASS サイコパス PROVIDENCE（ボカモソ・マレー）

2024年
- 範馬刃牙VSケンガンアシュラ（ユリウス・ラインホルト）
- 劇場版 イナズマイレブン 新たなる英雄たちの序章（桜咲央二郎）

### OVA
2004年
- ナースウィッチ小麦ちゃんマジカルてZ（スタッフ）

2006年
- 機動戦士ガンダムSEED C.E.73 STARGAZER（連合兵士）
- FREEDOM（自警団）
- HELLSING（円卓会議要人）

2009年
- 聖闘士星矢 THE LOST CANVAS 冥王神話（2009年 - 2010年、冥闘士）

2011年
- 機動戦士ガンダムUC（士官）

2016年
- 機動戦士ガンダム THE ORIGIN（2016年 - 2018年、ギャンブラー、ドレン、エルラン） - 2019年に再編集作品『THE ORIGIN 前夜 赤い彗星』テレビ放送

### Webアニメ
2005年
- リーンの翼（オイジ）

2006年
- 幕末機関説 いろはにほへと（侍、主人、天狗党、陶工、兵士、刺客、客、遊軍隊士、配下）

2015年
- ニンジャスレイヤー　フロムアニメイシヨン（アースクエイク）
- 森のおんがくだん（イノシシ）

2018年
- DEVILMAN crybaby（編集長、アグウェル）

2019年
- ケンガンアシュラ（2019年 - 2023年、駒田茂、ユリウス・ラインホルト） - 3シリーズ
- 無限の住人-IMMORTAL-（2019年 - 2020年、偽一）

2020年
- バトルスピリッツ 赫盟のガレット / ミラージュ（2020年 - 2022年、グレアム・レオニード） - 2作品

2021年
- バイオ村であそぼ♪（ハイゼンさん）

　2025年　
- 終末のワルキューレIII（レオニダス王）

### ゲーム
2004年
- アーマード・コア ネクサス(エヴァンジェ、USEオペレーター)
- THE推理 〜そして誰もいなくなった〜（隅野）

2005年
- ラチェット&クランク4th ギリギリ銀河のギガバトル（マースィ）

2006年
- うたわれるもの 散りゆく者への子守唄（ムント）
- 機動戦士ガンダム スピリッツオブジオン（連邦通信兵）
- サモンナイト4（ギムレ）

2007年
- ガンダムバトルクロニクル
- CRYSIS（ブラッドレイ）
- すばらしきこのせかい（北虹寵）
- NARUTO -ナルト- 疾風伝 ナルティメットアクセル（村長、顔無し一味）
- ラチェット&クランク FUTURE（スマッグラー）
- Routes PE、Routes POTABLE（和田透）

2008年
- アーマード・コア フォーアンサー（ロイ・ザーランド、カニス、リリアナの兵士）
- 神代學園幻光録 クル・ヌ・ギ・ア（伯爵）
- ガンダムバトルユニバース
- クロスエッジ（雷禅）
- 蒼黒の楔 緋色の欠片3（ニール）

2009年
- アガレスト戦記ZERO（ガリオス）
- 悪魔城ドラキュラ THE ARCADE（ヴァンパイア・ハンター）
- 悪魔城ドラキュラ ジャッジメント（ゴーレム）
- アサシン クリード II（ニッコロ・マキャヴェリ 他）
- SDガンダム GGENERATION WARS
- セイクリッドブレイズ -SACRED BLAZE-（武者）
- テイルズ オブ グレイセス（政府塔警備兵 他）
- ラチェット&クランク FUTURE2（スマッグラー、ランス）

2010年
- アサシン クリード ブラザーフッド（ニッコロ・マキャベリ 他）
- エルソード
- ザックとオンブラ まぼろしの遊園地（モンド）
- ジャストコーズ2（リコ・ロトリゲス）
- 戦国BASARA3（姉小路頼綱）
- Fallout: New Vegas（シーザー）

2011年
- エースコンバット アサルト・ホライゾン（タイガー1）
- 神なる君と（熊神厳平）
- 機動戦士ガンダム 新ギレンの野望（連邦士官C）
- コール オブ デューティ モダン・ウォーフェア3（ウォールクロフト）
- The Elder Scrolls V: Skyrim（シェオゴラス、バルグリーフ、レイロフ等ノルド男性）
- ファイナルファンタジーXIII-2（カイアス・バラッド）
- ファイナルファンタジー零式（エンキドゥ）
- みんなのGOLF 6（ホフマン）

2012年
- アーマード・コアV（レオン）
- コール オブ デューティ ブラックオプス II（ラウル・メネンデス）
- ネバーデッド（ブライス・ボルツマン）
- FAIRY TAIL ゼレフ覚醒（アズマ、王国兵）
- WHITE ALBUM2 幸せの向こう側（上原）

2013年
- インジャスティス:神々の激突（デスストローク）
- Hitman: Absolution（シェリフ・クライブ・スカーキー）
- SOUL SACRIFICE（リブロム）
- ティアーズ・トゥ・ティアラII 覇王の末裔（モノマク）
- ファークライ3（キース）
- パペッティア（タイガー将軍）
- ライトニング リターンズ ファイナルファンタジーXIII（カイアス・バラッド）

2014年
- 俺の屍を越えてゆけ2（力丸、愛染院明丸、餅乃花大吉）
- Thief（バッソ）
- 第3次スーパーロボット大戦Z 時獄篇 / 天獄篇（ジオン残党）
- スーパーロボット大戦OG ダークプリズン（シアン・アルジャン）
- ブキガミ（ミドウ）
- ファイナルファンタジーXIV（イルベルド）
- マブラヴ オルタネイティヴ トータル・イクリプス（藤堂助教） - PC版

2015年
- Everybody's Gone to the Rapture 幸福な消失
- 幻影異聞録♯FE
- The Order:1886
- スーパーロボット大戦BX
- トロピコ5（レオン・ケーン）
- Bloodborne The Old Hunters（古狩人デュラ）

2016年
- エルダー・スクロールズ・オンライン（シェオゴラス）
- ジャストコーズ3（リコ・ロドリゲス）
- シルヴァリオ ヴェンデッタ -Verse of Orpheus-（マルス-No.ε）
- はじめてのノベルゲーム（ギルバート）
- バイオハザード0 HDリマスター（ナレーション）
- 人喰いの大鷲トリコ（ナレーション）
- League of Legends（グレイブス、ビクター、ヘカリム、ワーウィック）

2017年
- フォーオナー（ウォーロード）
- かまいたちの夜 輪廻彩声（美樹本洋介）
- ホライゾン ゼロ・ドーン
- デウスエクス マンカインド・ディバイデッド（タロス・ラッカー）
- モダンコンバット Versus（タワー）

2018年
- 銀魂乱舞（藤林鎧門）
- フォーオナー（ウォーロード）
- グランブルーファンタジー（ジャック）
- シノアリス（くるみ割り人形）
- ソウルキャリバーVI（セルバンテス）
- JUDGE EYES:死神の遺言（木戸隆介）
- レインボーシックス　シージ（LION）

2019年
- ファイアーエムブレム ヒーローズ（カイネギス）
- 鬼ノ哭ク邦（レイオウ）
- ドラゴンクエストXI 過ぎ去りし時を求めて S（ガレムソン）
- CARAVAN STORIES（アズクロ）
- ガンダムネットワーク大戦（ドレン）

2020年
- 東京放課後サモナーズ（ヘラクレス、バロン）
- バイオハザード レジスタンス（ダニエル・ファブロン）
- 北斗の拳 LEGENDS ReVIVE（バスク）
- サイバーパンク2077（ヨリノブ・アラサカ）

2021年
- レインボーシックス エクストラクション（LION）
- バイオハザード ヴィレッジ（カール・ハイゼンベルク）
- テイルズ オブ アライズ（バエフォン）

2022年
- トライアングルストラテジー（エラドール・バランタイン）
- Trek to Yomi（三十郎）
- ドラゴンクエストX 天星の英雄たち オンライン（プティーノ）
- スターオーシャン6 THE DIVINE FORCE（ラインバウト・オーシディアス）

2023年
- 機動戦士ガンダム U.C. ENGAGE（ドレン、サラミス艦長）
- 機動戦士ガンダム アーセナルベース（ドレン）
- 共闘ことばRPG コトダマン（ガゼフ・ストロノーフ）
- ファイナルファンタジーXVI（シドルファス・テラモーン）
- ライブ・ア・ヒーロー!（ガルボ）

2024年
- 金色のガッシュベル!! 永遠の絆の仲間たち（レンブラント）
- 鳴潮(淵武）
- 八剱伝Switch版（日我）

2025年
- BLEACH Rebirth of Souls（チーノン・ポウ）
- プロミス・マスコットエージェンシー（ドン★キイ）
- SDガンダム GGENERATION ETERNAL（騎士ジオング）

### ドラマCD
- あらしのよるに（老山羊）
- 溺れるほど花をあげる（マルコ・ディアノ）
- GetBackers-奪還屋- マリンレッドを奪り還せ 〜Legend of Vampire〜（ジュウゾウ石倉の手下）
- 大正野球娘。乙女たちのハイキング
- テイルズ オブ ヴェスペリア 〜 The First Strike 〜（試験係員）
- テイルズ オブ ジ アビス（ジン）
- デルフィニア戦記 戦女神の祝福（ドラ将軍）
- 殿といっしょ（木下藤吉郎 他）
- 鋼の錬金術師「天上の宝冠」（傭兵）※ガンガン付属
- ひなたの狼 新撰組綺談（永倉新八）
- 秘密 ―the top secret―[83]（今井）
- Please teach! my Angel（久保田真実）
- フルハウスキス アドベンチャードラマCD ラ・プリンス殺人事件 処女雪のコテージ
- BLUE DROP vol.2 TRAITOR SIDE 〜天使の約束〜（車掌）
- まおゆう魔王勇者 エピソード1 楡の国の女魔法使い（南氷将軍）
- ムシウタ SPECIAL CD（担任教師）
- レイスイーパー（巨漢レイス）

#### シチュエーションCD
- 僕に決めた！清人のテリトリー。（那須野修三）

#### BLCD
- 合鍵（長居）
- 鬼の風水 IV 鬼啖-KITAN-（鬼道王）
- 原罪（市倉光太郎、同僚、男性）
- 極・艶（龍ヶ崎忠一）
- 手を伸ばせばはるかな海（大学教授）
- 白雨（担任）
- 部長、意外……。〜高野くんとゆかいな仲間たち〜（那須野）
- 水に眠る恋（藤田）
- 淫らなキスに乱されて（千葉）
- 優しくて棘がある〜眠れぬ夜の純情〜（脇坂尚蔵）
- 欲望という名の愛（松波）

### ラジオドラマ
- VOMIC 屍鬼（尾崎敏夫）

### 吹き替え

#### 担当俳優
アンソニー・マッキー
- アジャストメント（ハリー・ミッチェル）
- ウーマン・イン・ザ・ウィンドウ（エドワード・フォックス）
- ペイン&ゲイン 史上最低の一攫千金（エイドリアン・ドアバル）
- ユピテルとイオ（マイカ）

ジョン・シナ
- ARGYLLE/アーガイル（ワイアット）
- ダイ・ハート2: ダイ・ハーター（ミスター206）
- パパVS新しいパパシリーズ（ロジャー）
  - パパVS新しいパパ
  - パパVS新しいパパ2

- プロジェクトX-トラクション（クリス・ヴァン・ホーン）
- ブロッカーズ（ミッチェル）

マイケル・ジェイ・ホワイト
- スティーヴ・オースティン S.W.A.T.（ハント）
- ネバー・バックダウンシリーズ（ケイス・ウォーカー）
  - ネバー・バックダウン2
  - マッド・ウォーリアーズ 頂上決戦

#### 映画（吹き替え）
年代不明
- ビバ!ラブ・バッグ（シェパード〈リチャード・ジャッケル〉）※ディズニー公式版

2003年
- ショウタイム
- ディープ・ブルー（ボートの男）※日本テレビ版

2004年
- 氷海の伝説（パカク〈アレックス・ウタク〉）
- ララミーから来た男 ※DVD版
- パール・ハーバー ※テレビ朝日版
- チャーリーズ・エンジェル フルスロットル（ギネス博物館の受付）※テレビ朝日版
- 隣のリッチマン
- ニュージーズ ※NHK-BS2版
- アクシデンタル・スパイ ※テレビ朝日版
- ミスティック・リバー
- マドレーヌ（ジュノ〈キム・ソンフン〉）
- 殺人の追憶
- ザ・ヴァイキング
- ファントムフォース
- Mの物語

2005年
- スキャンダル ※テレビ東京版
- アスファルト・レーサー
- ナイト・オブ・ゴッド
- ステップフォード・ワイフ
- スター・ウォーズシリーズ
  - スター・ウォーズ エピソード3/シスの復讐
  - スター・ウォーズ/スカイウォーカーの夜明け（2019年、ケイナン・ジャラス）

- コントロール
- シャンハイ・ヌーン ※テレビ朝日版
- アトミック・ブレイク

2006年
- ファイナルカット
- サハラに舞う羽根 ※テレビ東京版
- M:I-2（デ・ラレーナ氏）※テレビ朝日版
- ボーン・アイデンティティー（リサーチ〈ジョシュ・ハミルトン〉）※フジテレビ版
- ヴィレッジ（パーク・ランジャー〈M・ナイト・シャマラン〉）※ソフト版
- ブラザーズ・グリム
- セキュリティコール（ヘフリン〈スコット・アドキンス〉）
- セレニティー（ウォッシュ〈アラン・テュディック〉）
- スーパーマン ※テレビ朝日新版
  - スーパーマンII ※テレビ朝日新版

- シンデレラマン（ラスキー〈マーク・シモンズ〉 他）
- 9デイズ（ジャルマ〈アドニ・マロピス〉）※フジテレビ版
- ブラック・レイン（バイカーの若者〈ジョン・コステロー〉）※DVD・BD新録版
- 007シリーズ
  - 007 ドクター・ノオ（ジョニー〈ウィリー・ペイン〉）※ソフト版

- 007シリーズ（Q〈デスモンド・リュウェリン〉）※ソフト版
  - 007 ロシアより愛をこめて
  - 007 ゴールドフィンガー
  - 007 サンダーボール作戦
  - 007は二度死ぬ
  - 女王陛下の007
  - 007 ダイヤモンドは永遠に
  - 007 黄金銃を持つ男
  - 007 私を愛したスパイ
  - 007 ムーンレイカー
  - 007 ユア・アイズ・オンリー
  - 007 オクトパシー
  - 007 美しき獲物たち
  - 007 リビング・デイライツ
  - 007 消されたライセンス

2007年
- ロッキー・ザ・ファイナル
- トロイ ※テレビ朝日版
- マリー・アントワネット
- TAXi④（モヒカン男、銀行員）
- ドクター・ドリトル2（犬のバンディット）※テレビ朝日版
- ストレンジャー・コール（ジェイソン氏〈クラーク・グレッグ〉）

2008年
- エンパイア・オブ・エイプス（グレッグ〈マット・リーヴス〉）
- アマンダ・バインズ in Sweet Paradise（ジェイソン〈クリス・カーマック〉）
- ブラッドウルフ（ガブリエル〈オリヴィエ・マルティネス〉）
- エル・コルテス（ジャック・クレイ〈グレン・プラマー〉）
- チャプター27（ポール〈ジュダ・フリードランダー〉）
- アサルト13 要塞警察（スマイリー〈ジェフリー・“ジャ・ルール”・アトキンス〉）※テレビ朝日版
- ヒトラーの贋札（ハーン〈ティロ・プルックナー〉）
- チアリーダー忍者
- バトル・オブ・パシフィック（オールター長官〈イライジャ・チェスター〉）
- 君のためなら千回でも
- 16ブロック（ダン・グルーバー分署長〈ケイシー・サンダー〉）※ソフト版
- ゴッドファーザー（ポーリー・ガットー、カーロ）※リストア版
- ストップ・ロス/戦火の逃亡者（アイボール〈ロブ・ブラウン〉）

2009年
- ノトーリアス・B.I.G.（警官）
- ネバーランド
- ヒーロー・ウォンテッド（スウェイン〈ノーマン・リーダス〉）
- ほぼ300〈スリーハンドレッド〉
- デビル・ハザード（クリック〈ブランドン・フォッブス〉）
- レッド・ウォリアー（シャリシュ〈マーク・ダカスコス〉）

2010年
- 怒りの戦場 CODE:PIRANHA
- サバイバル・フィールド（エリック〈パトリック・レジス〉）
- イージー・ライダー（ランチャー〈ウォーレン・フィナーティ〉）※BD版追加録音部分
- エディ・マーフィの劇的1週間（ジョン・ストロザー〈デレイ・デイヴィス〉）
- 花都大戦 ツインズ・エフェクトII（ブラックウッド〈レオン・カーフェイ〉）
- フォー・クリスマス（オーランド・マクヴィー〈ヴィンス・ヴォーン〉）
- マーリー 世界一おバカな犬が教えてくれたこと（セバスチャン・タンニー〈エリック・デイン〉）

2011年
- センチュリオン（ボトス〈デヴィッド・モリッシー〉）
- 40男のバージンロード（シドニー〈ジェイソン・シーゲル〉）
- コップ・アウト 〜刑事した奴ら〜（ポー・ボーイ〈ギレルモ・ディアス〉）
- ジュマンジ（駆除業者〈ジェームズ・ハンディ〉）※新盤DVD・BD版
- ファースター 怒りの銃弾（マロリー主任〈ザンダー・バークレー〉）
- スパイキッズ4D:ワールドタイム・ミッション（男エージェント2）
- ファースター 怒りの銃弾

2012年
- 21ジャンプストリート（ディクソン〈アイス・キューブ〉）※ソフト版
  - 22ジャンプストリート（2015年）

- SUSHI GIRL（デューク〈トニー・トッド〉）
- ウィッチサマー（リアム〈ジェイミソン・ジョーンズ〉）
- インディ・ジョーンズ シリーズ
  - レイダース/失われたアーク《聖櫃》（バランカ、イラム）※WOWOW版
  - インディ・ジョーンズ/魔宮の伝説（チェン、商人）※WOWOW版

- ボーン・レガシー
- イン・ハー・シューズ（グラント〈エリック・バルフォー〉）

2013年
- 美人ライターレーンの恋愛記事（リアム〈クリス・カーマック〉）
- オズ はじまりの戦い（マンチキン男）
- 007シリーズ（2013年 - 2019年、ビル・タナー〈ロリー・キニア〉）
  - 007 慰めの報酬 ※キングレコード版
  - 007 スカイフォール
  - 007 スペクター
  - 007/ノー・タイム・トゥ・ダイ

- ティアーズ・オブ・ザ・サン（デミトリアス・“シルク”・オーウェンズ〈チャールズ・イングラム〉）
- コッホ先生と僕らの革命
- ワールド・トレード・センター
- ジャックと天空の巨人（ナレーション）
- 欲望のバージニア（ハワード・ボンデュラント〈ジェイソン・クラーク〉）

2014年
- マレフィセント（大尉）
- 猿の惑星シリーズ
  - 猿の惑星: 新世紀（2014年、ワーナー〈ジョッコ・シムズ〉）
  - 猿の惑星: 聖戦記（2017年、レッド・ドンキー〈タイ・オルソン〉）

- L.A. ギャング ストーリー（ナビダ・ラミレス巡査〈マイケル・ペーニャ〉）
- ドクター・ドリトル4 ※DVD版
- ルーシーズ（カール〈ジョー・パントリアーノ〉）
- マーベル・シネマティック・ユニバース（2014年 - 2019年、ロナン〈リー・ペイス〉）
  - ガーディアンズ・オブ・ギャラクシー
  - キャプテン・マーベル

2015年
- バッド・アス マッド・リベンジ（ジェフリー〈サミ・ロティビ〉）
- ノア 約束の舟（オグ〈フランク・ランジェラ〉、ラミール〈ケヴィン・デュランド〉）
- NY心霊捜査官（ジョー・メンドーサ神父〈エドガー・ラミレス〉）
- シェアハウス・ウィズ・ヴァンパイア（ニック〈コリ・ゴンザレス＝マクエル〉）
- エンド・オブ・ホワイトハウス（オネール特別警護官 他）
- ショーン・オブ・ザ・デッド（ノエル〈レイフ・スポール〉、ヌードル）
- リターン・トゥ・ベース（チョ・テボン〈チョン・ギョンホ〉）
- 1941 ※BD版
- バトルフィールド（ロメイン〈エドワード・アクロート〉）
- ARQ: 時の牢獄（ソニー〈ショーン・ベンソン〉）
- コードネーム: プリンス（ファーマシー〈カーティス・“50セント”・ジャクソン〉）
- リディキュラス・シックス（チコ〈テリー・クルーズ〉、ネリー・パッチ〈ニック・スウォードソン〉、ジョン・ウィルクス・ブース〈クリス・カッテン〉）

2016年
- ジェームス・ブラウン 最高の魂を持つ男（ボビー・バード〈ネルサン・エリス〉）
- 慈悲（トラヴィス〈トム・リピンスキー〉）
- インデペンデンス・デイ: リサージェンス（トラヴィス護衛官〈ベンガ・アキナベ〉）
- オートマタ（ウォレス〈ディラン・マクダーモット〉）
- エージェント・ゾーハン（ウォルブリッジ〈マイケル・バッファー〉）
- 祈りのちから（トニー・ジョーダン〈T・C・ストーリングズ〉）

2017年
- サンディ・ウェクスラー（ボビー・バーンズ〈テリー・クルーズ〉）
- ぼくたちのチーム（パスカル〈モー・ダンフォード〉）
- ジュラシック・ワールド（ハル・オスタリー〈ジェームズ・デュモン〉）※日本テレビ版
- ブレードランナー 2049（ナンデス〈ウッド・ハリス〉）
- エイリアン: コヴェナント（コール〈ウリ・ラトゥケフ〉）
- フリーダム・ライターズ（バニング校長〈ティム・ハリガン〉）
- ノックアラウンド・ガイズ

2018年
- アクシデントマン（ミルトン〈デヴィッド・ペイマー〉）
- ザ・ゲーム 〜赤裸々な宴〜（ヴァンサン〈ステファン・デ・グルート〉）

2019年
- メリー・ポピンズ リターンズ（牛乳配達）
- サバービコン 仮面を被った街（アイラ・スローン〈グレン・フレシュラー〉）
- LIFE!/ライフ（ドニー〈ポール・フィッツジェラルド〉）※ザ・シネマ版
- ゼロ・ダーク・サーティ（ダニエル〈ジェイソン・クラーク〉）
- ヘイト・ユー・ギブ（マーヴェリック・カーター〈ラッセル・ホーンズビー〉）
- ライオン・キング（アジジ）
- X-MEN:ダーク・フェニックス（アリキ〈アンドリュー・ステリン〉）
- メン・イン・ブラック:インターナショナル（MIB1）
- シェフと素顔と、おいしい時間
- ジョン・ウィック:パラベラム（ベラーダ〈ジェローム・フリン〉）
- アバウト・アレックス（ベン）
- 悲しき恋歌
- キッチン・ストーリー
- グッドナイト・マミー（ゲイリー〈ジェレミー・ボブ〉）
- クリスマスドロップ作戦 〜南の島に降る奇跡〜（ハッチャー〈ジェフ・ジョセフ〉）
- GOAL!2（TJ・ハーパー〈ニック・キャノン〉）
- 恋するモンテカルロ（ロバート〈ブレット・カレン〉、ホテルマン）
- 恋人たちのパレード
- 50回目のファースト・キス（アーノルド、ジョナサン）

2020年
- ミッドウェイ（ロシュフォート〈ブレナン・ブラウン〉）
- ドクター・スリープ（ビリー・フリーマン〈クリフ・カーティス〉）
- Mr.&Ms.スティーラー（ディミトリ・マロパキス〈フレッド・メラメッド〉）
- エクストリーム・ジョブ（コ班長〈リュ・スンリョン〉）
- ファンタジー・アイランド（JD〈ライアン・ハンセン〉）

2021年
- サイトレス（ブライス〈ジャーロッド・クローフォード〉）
- オキシジェン（モロー警部〈エリック・ハーソン＝マカレル〉）
- ブラック・アズ・ナイト（トゥンデ〈サミー・ナギ・ンジュグナ〉）
- デューンシリーズ
  - DUNE/デューン 砂の惑星（2021年、庭師）
  - デューン 砂の惑星PART2（2024年、ランビル〈ロジャー・ユアン〉）

- ヴェノム:レット・ゼア・ビー・カーネイジ（テレビリポーター）
- 静かなる侵蝕（シェパード捜査官〈ロリー・コクレーン〉）
- ドント・ルック・アップ（ジャック・ブレマー〈タイラー・ペリー〉）

2022年
- マザー/アンドロイド（パトロール〈ベンツ・ヴィール〉）
- 乱魄（聶明玦〈王翌舟〉）
- ナイン・デイズ（ウィル〈ウィンストン・デューク〉）
- 運命のイタズラ（男〈ジェイソン・シーゲル〉）
- アンホーリー 忌まわしき聖地（ジェリー・フェン〈ジェフリー・ディーン・モーガン〉）
- 声もなく（チャンボク〈ユ・ジェミョン〉）
- ブロンド（大統領〈キャスパー・フィリップソン〉）

2023年
- ディープブレス 呼吸、深く（ピーター・キーナン）
- ダイ・ハート（マイキー〈ジェイソン・ジョーンズ〉）
- ダンジョンズ&ドラゴンズ/アウトローたちの誇り
- ダイ・ハード2（スチュアート大佐〈ウィリアム・サドラー〉）※テレビ朝日版追加録音部分
- ハート・オブ・ストーン（マルヴァニー〈エンゾ・シレンティ〉）
- マリー・ミー（バスティアン〈マルーマ〉）
- 毒戦 BELIEVER2（チョ・ウォノ〈チョ・ジヌン〉）
- 自由への道（アンドレ・カイユー〈ムスタファ・シャキール〉）

2024年
- 炎のデス・ポリス（ミッチェル署長〈チャド・コールマン〉）
- ロ・ギワン（イ・ユンソン〈チョ・ハンチョル〉）
- タイラー・ペリー 夫がストーカーに変わる時（ベンジー〈ジョセフ・リー・アンダーソン〉）
- コヴェナント/約束の救出（アーメッド〈ダール・サリム〉）
- レベル・リッジ（テリー〈アーロン・ピエール〉）
- スノーマンに恋して（ハンター〈クレイグ・ロビンソン〉）

2025年
- スター・トレック セクション31（クアジ〈サム・リチャードソン〉）
- シビル・ウォー アメリカ最後の日（ジョエル〈ヴァグネル・モウラ〉）
- バッド・バディーズ ～最強の?ふたり～（ジャック〈ベルナー・コルフ〉）

#### ドラマ
2003年
- アンダーカバー 特殊捜査班
- CSI:2 科学捜査班
- CSI:マイアミ ※異なる役で毎回出演
- デューン/砂の惑星II #5,6（タリク〈ヴィリアム・ドコロマンスキー〉）
- ハイスクール・ウルフ（友人 他）
- ヤング・スーパーマン（ジェイソン・ティーグ〈ジェンセン・アクレス〉）

2004年
- ザ・ホワイトハウス3
- 天国の階段（チャン理事〈イ・チャム〉）

2005年
- WITHOUT A TRACE/FBI 失踪者を追え!
- 堕ちた弁護士 -ニック・フォーリン-（ジェームズ・ムーニー〈チャールズ・マリック・ホイットフィールド〉）
- 太陽に向かって（ソン・ギチョル〈チョン・ソヨン〉）

2006年
- The O.C.（ルーク・ワード〈クリス・カーマック〉）
- デスパレートな妻たち シーズン2（ケイレブ・アップルワイト）
- HEROES/ヒーローズ（クロード・レインズ〈クリストファー・エクルストン〉）
- ミス・マープル シーズン2 #1『スリーピング・マーダー』（シムズ〈リチャード・ブレマー〉）※DVD追録版

2007年
- BONES（トーマス・ベガ〈ベニート・マルティネス〉）
- レジェンド・オブ・フラッシュ・ファイター 書剣恩仇録（章進）
- ワン・トゥリー・ヒル（デレク・ソマーズ〈マット・バー〉）

2008年
- CSI:マイアミ6（マイク・ファラロンFBI捜査官）
- ダメージ（ドゥーミー判事）
- トーチウッド 人類不滅の日（レックス・マセソン〈メキ・ファイファー〉）
- プライベート・プラクティス

2009年
- CSI:ニューヨーク4（ロニー、実況）
- CSI:マイアミ7（デレク・パウエル弁護士〈ショーン・コムズ〉）
- ターミネーター:サラ・コナー クロニクルズ（ダイエーズ中尉〈テオ・ロッシ〉）

2010年
- キャッスル 〜ミステリー作家は事件がお好き（マイクル・コナリー〈本人〉）
- 救命医ハンク セレブ診療ファイル
- クリミナル・マインド4 FBI行動分析課（キャノン）

2011年
- クリミナル・マインド 特命捜査班レッドセル（スティーブ・クレイグ刑事）
- ダークエイジ・ロマン 大聖堂
- 孫子兵法（夫差）
- ナース・ジャッキー3

2012年
- ALCATRAZ/アルカトラズ
- アンフォゲッタブル 完全記憶捜査
- CSI:マイアミ10 ザ・ファイナル
- ミス・リプリー（チャン・ミョンフン〈キム・スンウ〉）
- PAN AM/パンナム
- ミディアム7 最終章

2013年
- ウォーキング・デッド シーズン3〜5（2013年 - 2014年、タイリース・ウィリアムズ〈チャド・コールマン〉）
- ゲーム・オブ・スローンズ（2013年 - 2019年、グレガー・クレゲイン、ウォルダー・フレイ〈デイビッド・ブラッドリー〉、上級学匠パイセル / グランド・メイスター・パイセル〈ジュリアン・グローヴァー〉、ブロン〈ジェローム・フリン〉、マーリン・トラント〈イアン・ビーティー〉、カール・モロ）
- 恋するマンハッタン
- 第3病院 〜恋のカルテ〜（キム・ドゥヒョン〈キム・スンウ〉）
- ボディ・オブ・プルーフ3 死体の証言（ハーヴェイ・ウォレス医師〈マイケル・B・シルヴァー〉）
- THE MENTALIST メンタリストの捜査ファイル4
- ワンス・アポン・ア・タイム（ロビンフッド〈ショーン・マグワイア〉）

2014年
- エージェント・オブ・シールド（ヤコブ・ナイストロム〈マイケル・グラジアデイ〉）
- エイリアス 2重スパイの女
- エレメンタリー2 ホームズ&ワトソン in NY #9（ルーカス・バンチ〈トロイ・ギャリティ〉）
- オリジナルズ（マルセル・ジェラード〈チャールズ・マイケル・デイヴィス〉）
- 奇皇后 〜ふたつの愛 涙の誓い〜
- 刑事フォイル

2015年
- スクリーム（ハドソン）
- ドクター・フー
- 西海岸捜査ファイル グレイスランド シーズン3（アリ・アダミアン〈リス・コイロ〉）
- HAWAII FIVE-0
- フラッシュポイント -特殊機動隊SRU-（ステイントン警部）
- 私と彼のマンハッタン（デヴィッド・クーパー〈ニコラス・ライト〉）

2016年
- シャドウハンター The Mortal Instruments（ルーク・ギャロウェイ〈イザイア・ムスタファ〉）
- スキャンダル5 託された秘密（マーカス・ウォーカー〈コーネリアス・スミス・Jr.〉）
- マスケティアーズ パリの四銃士（ジャック・ミシェル・ボナシュー〈ボー・ポラージ〉）

2017年
- シーズ・ガッタ・ハヴ・イット（ウィニー〈ファット・ジョー〉、ジュリアス・ケンパー〈ウォーレス・ショーン〉）
- ダイナスティ (2017年のテレビドラマ)（マイケル・カルヘイン〈ロバート・クリストファー・ライリー〉）
- ホテル ハルシオン（ジョー・オハラ〈マット・ライアン〉）

2018年
- S.W.A.T.（ジェフ・マムフォード〈ピーター・オノラティ〉）
- フォーエバー 人生の意味（モハメッド医師、クリント、ケン）
- 弁護士ビリー・マクブライド（トム・ワイアット〈マーク・デュプラス〉）
- ラスト・キングダム（血染めの髪〈オーラ・ラパス〉）
- YOU 君がすべて（トム・ロックウッド〈グレッグ・キニア〉 他）

2019年
- アフェア 情事の行方 シーズン3（ジョン・ガンサー〈ブレンダン・フレイザー〉）
- アンブレラ・アカデミー（ハーラン〈カラム・キース・レニー〉）
- キングダム（ムヨン〈キム・サンホ〉 他）
- 大草原の小さな家 ※NHK BS4K版
  - シーズン2 #17（ヘンリー・ヒル〈ルー・ゴセット〉）
  - シーズン4 #3（キャル〈ジェームズ・ウェインライト〉）

- ターン・アップ・チャーリー 〜人生アゲていこう!〜（チャーリー〈イドリス・エルバ〉）
- TRUE DETECTIVE 迷宮捜査（ジム・ドプキンス〈ジョシュ・ホプキンス〉 他）
- ニュー・アムステルダム 医師たちのカルテ（フロイド・レイノルズ〈ジョッコ・シムズ〉）
- マリブレスキューチーム ザ・シリーズ（デレク）
- 私はラブ・リーガル6

2020年
- FBI: 特別捜査班 #15（ニック・フロスト〈ジョシュ・ランドール〉）
- ウォッチメン
- ダーク・マテリアルズ/黄金の羅針盤（ボーリアル卿〈アリヨン・バカレ〉）※スターチャンネル版、DVD版
- 陳情令（聶明玦〈王翌舟〉）
- キャサリン スペイン王女の華麗なる野望（ヘンリー7世〈エリオット・コーワン〉）
- The Sinner -隠された理由-（デンビー）
- トワイライト・ゾーン シーズン2 #6 「8」（フリシュ〈ブランドン・ジェイ・マクラレン〉
- 人間レッスン（イ・ワンチョル〈チェ・ミンス〉）

2021年
- スタートレック:ディスカバリー（R・A・ブライス〈ロニー・ロウ・ジュニア〉）
- セックス/ライフ（カム〈クレオ・アンソニー〉）

2022年
- FBI:インターナショナル
- ギレルモ・デル・トロの驚異の部屋（エディ〈デミトリアス・グロッセ〉）
- スタートレック:エンタープライズ（ドラム司令官、マクスウェル・フォレスト〈ヴォーン・アームストロング〉）
- ラヴクラフトカントリー 恐怖の旅路（ユースタス・ハント保安官〈ジェイミー・ハリス〉）

2023年
- I AM 私の分岐点 #3（ジェームズ〈アリンゼ・ケネ〉）
- クイーンメーカー
- マーダーズ・イン・ビルディング シーズン3（トバート〈ジェシー・ウィリアムズ〉）
- タルサ・キング（ミッチ・ケラー〈ギャレット・ヘドランド〉、マーク・ミッチェル〈マイケル・ビーチ〉）

2024年
- マスターズ・オブ・ザ・エアー #7
- HALO（ジェイコブ・キース大佐〈ダニー・スパーニ〉）
- ラザロ・プロジェクト 時を戻せ、世界を救え! シーズン2（レブロフ〈トム・バーク〉）
- フューリー: 闇の番人（フィクサー〈スティーヴ・ティアンチュー〉）
- ポーカー・フェイス シーズン1#5（ベン / ガブリエル〈リード・バーニー〉）
- タッカンジョン（チェ・ソンマン〈リュ・スンリョン〉）
- ボドキン（シェイマス〈デヴィッド・ウィルモット〉）
- NCIS: ニューオーリンズ（クエンティン・カーター〈チャールズ・マイケル・デイヴィス〉）
- モスクワの伯爵（ミーシカ〈フェヒンティ・バログン〉）
- 誰もいない森の奥で木は音もなく倒れる（チ・ヒャンチョル〈ホン・ギジュン〉）
- ウィンター・キング: アーサー王物語（オウェイン〈ダニエル・イングス〉）
- コンコルディア/Concordia（アジーム・マフムード〈モハメド・アシュール〉）
- マッドネス（モンシー・ダニエルズ〈コールマン・ドミンゴ〉）

2025年
- バスターズ: ザ・シリーズ（マジンガー〈マルコ・ジャリーニ〉）

#### アニメ
- アイス・エイジ バックの大冒険（ディエゴ）
- カーズ/クロスロード（ブリック）
- キッド・カディ: Entergalactic（カイ）
- グリムの国のおそろし物語（マイスター卿）
- 西遊記 ヒーロー・イズ・バック（山神[130]）
- ザ・バットマン（テンブラー）
- サンダーバード ARE GO（ザ・メカニック）
- シークレット・レベル（メタウラス）
- シュガー・ラッシュ（コフート[131]）
- ズートピア（フィニック）
- スーパーマン（ベイン、ウブー）
- スター・ウォーズ/クローン・ウォーズ（テレビシリーズ）（ターク・ファルソ、カーラス、ラッシュ・クローヴィス）
- スター・ウォーズ 反乱者たち（ケイナン・ジャラス[132]）
- スパイダーマン（フラッシュ・トンプソン）
  - スパイダーマン&アメイジング・フレンズ（フラッシュ・トンプソン）
- ちいさなプリンセス ソフィア（マック）
- チップとデールの大作戦 レスキュー・レンジャーズ（ジミー）
- ティーン・タイタンズ（シーモア）
- トロン：ライジング（パヴェル）
- なんだかんだワンダー（オーサム皇帝）
- ハイ!ハイ! パフィー・アミユミ（スリック）
- ハズビン・ホテル #3（ゼスティアル）
- バッドガイズ[133]
- パラノーマン ブライス・ホローの謎（ブレンダーガストおじさん）
- 80日間世界一周 グローブ・ハンターズ（バーク博士）
- ピーター・コットンテール 幸せを運ぶウサギ（ウィスカー）
- ヒックとドラゴン
- フォスターズ・ホーム（レッド）
- プレーンズ（ブルドッグ）
  - プレーンズ2/ファイアー&レスキュー（アバランチ）
- プレッツェルとこいぬたち
- マイリトルポニー〜トモダチは魔法〜（ビッグマッキントッシュ、チェリー屋ポニー、白ドラゴン、マッスルポニー 他）
  - マイリトルポニー: エクエストリア・ガールズ（ビッグマッキントッシュ）
  - マイリトルポニー・ガールズ: 虹の冒険（ビッグマッキントッシュ）
  - マイリトルポニー: エクエストリア・ガールズ - エバーフリーの伝説（バルク・バイセップス）
  - 映画マイリトルポニー プリンセスの大冒険（ビッグマッキントッシュ 他）
- 魔道祖師（聶明玦[134]）
- マペット・ベビー（ドクター・ティース、シェフ、ニュースマン）
- モンスターVSエイリアン
- ユニコーンのテルマ（レジー）
- ライオン・ガード（チュング）
- ラック 幸運をさがす旅（ジェフ）
- ラブ、デス&ロボット（ジーマ）
- リトルプリンセス（将軍）
- ルビー・ギルマン、ティーンエイジ・クラーケン（アーサー・ギルマン）
- レギュラーSHOW〜コリない2人〜（スキップ）
- レゴバットマン ザ・ムービー（ベイン）
- ロード・オブ・ザ・リング/ローハンの戦い（プライム卿[135]）
- ワンス・アポン・ア・スタジオ -100年の思い出-（グランピー）

#### 人形劇
- 劇場版ムーミン パペット・アニメーション〜ムーミン谷の夏まつり〜（スナフキン）

#### その他の番組
- アニマル 自然界の実力者たち（ナレーション）
- UFC登竜門 ジ・アルティメット・ファイター（マイケル・キエーザ）
- プロジェクト・ランウェイ シーズン6（ボブ・マッキー）
- ランニング・ワイルド WITH ベア・グリルス 2 #4（レイン・ウィルソン〈本人〉[136]）
- ローマ帝国 シーズン2（ナレーション）

### 特撮
- 仮面ライダーセイバー（2020年、ゴーレムメギドの声[137]）

### ナレーション
- 新春ドラマスペシャル番宣（フジテレビ）
- 久本雅美のこれぞ!MADE in ジャパン（日本テレビ）
- BS日テレ各番組番宣CM

### ボイスオーバー
- 現代の驚異シリーズ（ヒストリーチャンネル）
- 新説!キリストを殺したのは誰だ?（ディスカバリーチャンネル）
- スポーツ界の闇: 八百長に手を染める人々（ネットフリックスオリジナル）
- 戦争史に残るリーダーたち（ディスカバリーチャンネル）
- 地球ドラマチック（NHK教育）
  - 「クストーの海洋大冒険」（2005年）
  - 「オペレーション・ジャンボ 〜スマトラゾウ救出大作戦〜」（2005年）
  - 「我らがピッツァ」（2006年）
  - 「鉄道模型で行こう!〜廃止路線 16キロを走破〜」（2012年）
  - 「密着!都会のアライグマ 〜驚きの“進化”〜」（2012年）
  - 「続・鉄道模型で行こう! 〜大レースは宿命の英・独対決〜」（2012年）
  - 「人類は火星に行けるか?高速ロケット・宇宙服開発最前線」（2013年）
  - 「ピダハン 謎の言語を操るアマゾンの民」（2014年）
  - 「新説!ストーンヘンジの謎」（2014年）
  - 「スフィンクスの謎を解け!」（2014年）
  - 「蒸気機関車の“お引っ越し”!?」（2015年）
  - 「ゾウの群れを救え!〜引っ越し大作戦〜」（2015年）
  - 「ミーアキャット 家族の絆〜カラハリ砂漠に生きる〜」（2015年）
  - 「夢の豪華客船を造れ!」（2017年）
  - 「ナスカ 地上絵のミステリー」（2018年）
  - 「サグラダ・ファミリア 未完の傑作」（2019年）
  - 「動物たちの秘めたるパワー」（2021年）
  - 「オランウータン成長物語」（2021年）
  - 「アルハンブラ 奇跡の城塞都市の秘密」（2021年）
  - 「進化が生んだ"ラプトル"」（2023年）
  - 「幻のヤマネコ オセロット」（2023年）
- BS世界のドキュメンタリー（NHK-BS1）
  - 「アフガニスタン・報復の代償」（2013年）
  - 「アノニマス "ハッカー"たちの生態」（2013年）
  - 「危険な時代に生きる」（2015年）
  - 「テラー/TERROR FBI おとり捜査の現実」（2016年）
  - 「"FUKUSHIMA"後の世界 岐路に立つインディアンポイント原発」（2016年）
  - 「離婚の泥沼」（2018年）
  - 「麻薬中毒の町 ルイ・セローが見たアメリカ」（2018年）
  - 「"裏切り者"米軍現地通訳者のそれから」（2020年）
  - 「薄氷のシベリア 温暖化への警告」（2021年）
  - 「ダイアナ妃の逆襲 世紀のインタビューの舞台裏」（2021年）
  - 「ビートルズとインド」（2022年）
  - 「広がる“持続可能な交通” 都市変革の最前線」（2022年）
  - 「循環型社会の"夢"は実現するか？」（2023年）

### 映画
- 杉原千畝 スギハラチウネ（フランス大使の声）

### CM
- 日清カップヌードル SURVIVE! リア獣との闘い編 - 2013年
- バイオ村であそぼ♪（ハイゼンさん） - 2021年
- 東京大賞典 キャンペーンwebCM（バカボンのパパ） - 2021年
- JT スーシャルディスタンス あしたの喫煙所（バカボンのパパ） - 2022年
- ホットペッパーグルメ 「6つ子とバカボンのパパ」篇（バカボンのパパ） - 2025年[138]

### シリーズ一覧
1. ↑  第2シリーズ（2006年）、第3シリーズ（2007年）
2. ↑  第1期（2007年 - 2008年）、第2期『翼竜伝説』（2008年）
3. ↑  1stシーズン『-Lift off-』（2007年）、2ndシーズン『-Touch down-』（2007年）
4. ↑  第1期『〜the Aegis of URUK〜』（2008年）、第2期『〜the Sword of URUK〜』（2009年）
5. ↑  第1期（2011年 - 2012年）、第2期（2015年 - 2016年）、第3期（2018年 - 2019年）
6. ↑  第1シリーズ（2013年）、第2シリーズ（2014年 - 2015年）、第3シリーズ『円卓崩壊』（2021年）
7. ↑  第1期（2015年）、第2期『II』（2018年）、第3期『III』（2018年）、第4期『IV』（2022年）
8. ↑  第1期（2016年）、第2期『一人之下 羅天大醮篇』・『一人之下 全性篇』（2018年）
9. ↑  第1シーズン（2016年）、第4シーズン（2023年）、第5シーズン（2023年）
10. ↑  第3シリーズ（2021年）、第4シリーズ（2022年）、第5シリーズ（2024年）
11. ↑  第1シーズン（2024年）、第2シーズン（2025年）
12. ↑  シーズン1/パート1・2（2019年）、シーズン2/パート1（2023年）